# Liste der olympischen Medaillengewinner aus Spanien
Die Liste der olympischen Medaillengewinner aus Spanien listet alle spanischen Athleten auf, die bei Olympischen Spielen eine Medaille gewinnen konnten. Bisher gewannen Spanier 192 Medaillen (54 × Gold, 77 × Silber, 61 × Bronze), mit Ausnahme von fünf alle bei Sommerspielen.
Siehe auch: Olympische Geschichte Spaniens
| Spanien bei den Olympischen Sommerspielen                                           | Spanien bei den Olympischen Sommerspielen | Spanien bei den Olympischen Sommerspielen | Spanien bei den Olympischen Sommerspielen | Spanien bei den Olympischen Sommerspielen | Spanien bei den Olympischen Sommerspielen |      | Spanien bei den Olympischen Winterspielen | Spanien bei den Olympischen Winterspielen | Spanien bei den Olympischen Winterspielen | Spanien bei den Olympischen Winterspielen | Spanien bei den Olympischen Winterspielen | Spanien bei den Olympischen Winterspielen |
| Jahr                                                                                | Gold                                      | Silber                                    | Bronze                                    | Gesamt                                    | Rang                                      | Jahr | Gold                                      | Silber                                    | Bronze                                    | Gesamt                                    | Rang                                      |                                           |
| 1900                                                                                | 1                                         | 0                                         | 0                                         | 1                                         | 14                                        |      |                                           |                                           |                                           |                                           |                                           |                                           |
| 1920                                                                                | 0                                         | 2                                         | 0                                         | 2                                         | 17                                        |      |                                           |                                           |                                           |                                           |                                           |                                           |
| 1924                                                                                | 0                                         | 0                                         | 0                                         | 0                                         |                                           |      | 1924                                      | –                                         | –                                         | –                                         | –                                         | –                                         |
| 1928                                                                                | 1                                         | 0                                         | 0                                         | 1                                         | 24                                        |      | 1928                                      | –                                         | –                                         | –                                         | –                                         | –                                         |
| 1932                                                                                | 0                                         | 0                                         | 1                                         | 1                                         | 26                                        |      | 1932                                      | –                                         | –                                         | –                                         | –                                         | –                                         |
| 1936                                                                                | –                                         | –                                         | –                                         | –                                         | –                                         |      | 1936                                      | 0                                         | 0                                         | 0                                         | 0                                         |                                           |
| 1948                                                                                | 0                                         | 1                                         | 0                                         | 1                                         | 28                                        |      | 1948                                      | 0                                         | 0                                         | 0                                         | 0                                         |                                           |
| 1952                                                                                | 0                                         | 1                                         | 0                                         | 1                                         | 34                                        |      | 1952                                      | 0                                         | 0                                         | 0                                         | 0                                         |                                           |
| 1956                                                                                | –                                         | –                                         | –                                         | –                                         | –                                         |      | 1956                                      | 0                                         | 0                                         | 0                                         | 0                                         |                                           |
| 1960                                                                                | 0                                         | 0                                         | 1                                         | 1                                         | 41                                        |      | 1960                                      | 0                                         | 0                                         | 0                                         | 0                                         |                                           |
| 1964                                                                                | 0                                         | 0                                         | 0                                         | 0                                         |                                           |      | 1964                                      | 0                                         | 0                                         | 0                                         | 0                                         |                                           |
| 1968                                                                                | 0                                         | 0                                         | 0                                         | 0                                         |                                           |      | 1968                                      | 0                                         | 0                                         | 0                                         | 0                                         |                                           |
| 1972                                                                                | 0                                         | 0                                         | 1                                         | 1                                         | 43                                        |      | 1972                                      | 1                                         | 0                                         | 0                                         | 1                                         | 13                                        |
| 1976                                                                                | 0                                         | 2                                         | 0                                         | 2                                         | 30                                        |      | 1976                                      | 0                                         | 0                                         | 0                                         | 0                                         |                                           |
| 1980                                                                                | 1                                         | 3                                         | 2                                         | 6                                         | 20                                        |      | 1980                                      | 0                                         | 0                                         | 0                                         | 0                                         |                                           |
| 1984                                                                                | 1                                         | 2                                         | 2                                         | 5                                         | 20                                        |      | 1984                                      | 0                                         | 0                                         | 0                                         | 0                                         |                                           |
| 1988                                                                                | 1                                         | 1                                         | 2                                         | 4                                         | 25                                        |      | 1988                                      | 0                                         | 0                                         | 0                                         | 0                                         |                                           |
| 1992                                                                                | 13                                        | 7                                         | 2                                         | 22                                        | 6                                         |      | 1992                                      | 0                                         | 0                                         | 1                                         | 1                                         | 19                                        |
| 1996                                                                                | 5                                         | 6                                         | 6                                         | 17                                        | 13                                        |      | 1994                                      | 0                                         | 0                                         | 0                                         | 0                                         |                                           |
| 2000                                                                                | 3                                         | 3                                         | 5                                         | 11                                        | 25                                        |      | 1998                                      | 0                                         | 0                                         | 0                                         | 0                                         |                                           |
| 2004                                                                                | 3                                         | 11                                        | 6                                         | 20                                        | 20                                        |      | 2002                                      | 0                                         | 0                                         | 0                                         | 0                                         |                                           |
| 2008                                                                                | 5                                         | 11                                        | 3                                         | 19                                        | 14                                        |      | 2006                                      | 0                                         | 0                                         | 0                                         | 0                                         |                                           |
| 2012                                                                                | 4                                         | 10                                        | 6                                         | 20                                        | 17                                        |      | 2010                                      | 0                                         | 0                                         | 0                                         | 0                                         |                                           |
| 2016                                                                                | 7                                         | 4                                         | 6                                         | 17                                        | 14                                        |      | 2014                                      | 0                                         | 0                                         | 0                                         | 0                                         |                                           |
| 2020                                                                                | 3                                         | 8                                         | 6                                         | 17                                        | 22                                        |      | 2018                                      | 0                                         | 0                                         | 2                                         | 2                                         | 26                                        |
| 2024                                                                                | 5                                         | 4                                         | 9                                         | 18                                        | 15                                        |      | 2022                                      | 0                                         | 1                                         | 0                                         | 1                                         | 26                                        |
| Gesamt                                                                              | 53                                        | 76                                        | 58                                        | 187                                       |                                           |      | Gesamt                                    | 1                                         | 1                                         | 3                                         | 5                                         |                                           |
| \| \| Gold \| Silber \| Bronze \| Gesamt \| \| Ges. S+W \| 54 \| 77 \| 61 \| 192 \| |                                           |                                           |                                           |                                           |                                           |      |                                           |                                           |                                           |                                           |                                           |                                           |
|                                                                                     | Gold                                      | Silber                                    | Bronze                                    | Gesamt                                    |                                           |      |                                           |                                           |                                           |                                           |                                           |                                           |
| Ges. S+W                                                                            | 54                                        | 77                                        | 61                                        | 192                                       |                                           |      |                                           |                                           |                                           |                                           |                                           |                                           |

## Medaillengewinner

### A
- José Luis Abajo – Fechten (0-0-1)
Peking 2008: Bronze, Degen Einzel Männer
- José María Abarca – Wasserball (1-0-0)
Atlanta 1996: Gold, Männer
- Alejandro Abascal – Segeln (1-0-0)
Moskau 1980: Gold, Flying Dutchman Männer
- José Manuel Abascal – Leichtathletik (0-0-1)
Los Angeles 1984: Bronze, 1500 m Männer
- Álex Abrines – Basketball (0-0-1)
Rio de Janeiro 2016: Bronze, Männer
- Macarena Aguilar – Handball  (0-0-1)
London 2012: Bronze, Frauen
- Sandra Aguilar – Rhythmische Sportgymnastik (0-1-0)
Rio de Janeiro 2016: Silber, Gruppe
- Julen Aguinagalde – Handball (0-0-1)
Tokio 2020: Bronze, Männer
- Marina Alabau – Segeln (1-0-0)
London 2012: Gold, RS:X Frauen
- David Albelda – Fußball (0-1-0)
Sydney 2000: Silber, Männer
- Nely Carla Alberto Francisca – Handball (0-0-1)
London 2012: Bronze, Frauen
- Carlos Alcaraz – Tennis (0-1-0)
Paris 2024: Silber, Einzel Männer
- David Alegre – Hockey (0-1-0)
Peking 2008: Silber, Männer
- Ramón Alegre – Hockey (0-1-0)
Peking 2008: Silber, Männer
- Gracia Alonso de Armiño – Basketball (0-1-0)
Paris 2024: Silber, 3×3 Frauen
- Jessica Alonso – Handball (0-0-1)
London 2012: Bronze, Frauen
- José Álvarez de Bohórquez – Reiten (1-0-0)
Amsterdam 1928: Gold, Springreiten Team
- Jaime Amat – Hockey (0-1-0)
Atlanta 1996: Silber, Männer
- Juan Amat – Hockey (0-1-0)
Moskau 1980: Silber, Männer
- Pol Amat – Hockey (0-2-0)
Atlanta 1996: Silber, Männer
Peking 2008: Silber, Männer
- Pedro Amat – Hockey (0-0-1)
Rom 1960: Bronze, Männer
- Santiago Amat – Segeln (0-0-1)
Los Angeles 1932: Bronze, Snowbird Männer
- José Emilio Amavisca – Fußball (1-0-0)
Barcelona 1992: Gold, Männer
- Iván Amaya – Fußball (0-1-0)
Sydney 2000: Silber, Männer
- José de Amézola – Pelota (1-0-0)
Paris 1900: Gold, Doppel Männer
- Vanessa Amorós – Handball (0-0-1)
London 2012: Bronze, Frauen
- Ángel Luis Andreo – Wasserball (1-0-0)
Atlanta 1996: Gold, Männer
- Miguel Ángel Angulo – Fußball (0-1-0)
Sydney 2000: Silber, Männer
- Patricio Arabolaza – Fußball (0-1-0)
Antwerpen 1920: Silber, Männer
- Daniel Aranzubia – Fußball (0-1-0)
Sydney 2000: Silber, Männer
- Eduard Arbós – Hockey (0-1-0)
Peking 2008: Silber, Männer
- Jaime Arbós – Hockey (0-1-0)
Moskau 1980: Silber, Männer
- Juan Arbós – Hockey (0-1-0)
Moskau 1980: Silber, Männer
- Fernando Arcega – Basketball (0-1-0)
Los Angeles 1984: Silber, Männer
- Carlos Arévalo – Kanu (0-1-1)
Tokio 2020: Silber, Vierer-Kajak 500 m Männer
Paris 2024: Bronze, Vierer-Kajak 500 m Männer
- Javier Arnau – Hockey (0-1-0)
Atlanta 1996: Silber, Männer
- Jordi Arnau – Hockey (0-1-0)
Atlanta 1996: Silber, Männer
- Mariano Arrate – Fußball (0-1-0)
Antwerpen 1920: Silber, Männer
- Jordi Arrese – Tennis (0-1-0)
Barcelona 1992: Silber, Männer Einzel
- Juan Artola – Fußball (0-1-0)
Antwerpen 1920: Silber, Fußball
- Marco Asensio – Fußball (0-1-0)
Tokio 2020: Silber, Fußball
- Sandra Azón – Segeln (0-1-0)
Athen 2004: Silber, 470er Frauen

### B
- Marta Bach – Wasserball (0-2-0)
London 2012: Silber, Frauen
Tokio 2020: Silber, Frauen
- Marta Baldó – Rhythmische Sportgymnastik (0-1-0)
Atlanta 1996: Gold, Gruppe
- Daniel Ballart – Wasserball (1-1-0)
Barcelona 1992: Silber, Männer
Atlanta 1996: Gold, Männer
- José Luis Ballester – Segeln (1-0-0)
Atlanta 1996: Gold, Tornado Männer
- Carmen Barea – Hockey (1-0-0)
Barcelona 1992: Gold, Frauen
- Andrea Barnó – Handball (0-0-1)
London 2012: Bronze, Frauen
- Óscar Barrena – Hockey (0-1-0)
Atlanta 1996: Silber, Männer
- Sonia Barrio – Hockey (1-0-0)
Barcelona 1992: Gold, Frauen
- Pablo Barrios – Fußball (1-0-0)
Paris 2024: Gold, Männer
- David Barrufet – Handball (0-0-2)
Sydney 2000: Bronze, Männer
Peking 2008: Bronze, Männer
- Clara Basiana – Synchronschwimmen (0-0-1)
London 2012: Bronze, Gruppe
- Álex Baena – Fußball (1-0-0)
Paris 2024: Gold, Männer
- José Manuel Beirán – Basketball (0-1-0)
Los Angeles 1984: Silber, Männer
- Ruth Beitia – Leichtathletik (1-0-0)
Rio de Janeiro 2016: Gold, Frauen
- Ion Belaustegui – Handball (0-0-1)
Peking 2008: Bronze, Männer
- José María Belausteguigoitia – Fußball (0-1-0)
Antwerpen 1920: Silber, Männer
- Mireia Belmonte – Schwimmen (1-2-1)
London 2012: Silber, 200 m Schmetterling Frauen
London 2012: Silber, 800 m Freistil Frauen
Rio de Janeiro 2016: Gold, 200 m Schmetterling Männer
Rio de Janeiro 2016: Bronze, 400 m Lagen Frauen
- Alfonso Benavides – Kanu (0-0-1)
London 2012: Bronze, Einer-Canadier 200 m Männer
- Rafael Bergés – Fußball (1-0-0)
Barcelona 1992: Gold, Männer
- Adrián Bernabé – Fußball (1-0-0)
Paris 2024: Gold, Männer
- Sabino Bilbao – Fußball (0-1-0)
Antwerpen 1920: Silber, Männer
- Andrea Blas – Wasserball (0-1-0)
London 2012: Silber, Frauen
- Míriam Blasco – Judo (1-0-0)
Barcelona 1992: Gold, Leichtgewicht Frauen
- Javier Bosma – Beachvolleyball (0-1-0)
Athen 2004: Silber, Beachvolleyball
- Diego Botín – Segeln (1-0-0)
Paris 2024: Gold, 49er Männer
- Sergi Bruguera – Tennis (0-1-0)
Atlanta 1996: Silber, Männer Einzel
- Cristina Bucșa – Tennis (0-0-1)
Paris 2024: Bronze, Doppel Frauen

### C
- Nuria Cabanillas – Rhythmische Sportgymnastik (1-0-0)
Atlanta 1996: Gold, Gruppe
- Alba María Cabello – Synchronschwimmen (0-1-1)
Peking 2008: Silber, Gruppe
London 2012: Bronze, Gruppe
- Javier Cabot – Hockey (0-1-0)
Moskau 1980: Silber, Männer
- Ricardo Cabot – Hockey (0-1-0)
Moskau 1980: Silber, Männer
- Fermín Cacho – Leichtathletik (1-1-0)
Barcelona 1992: Gold, 1500 m Männer
Atlanta 1996: Silber, 1500 m Männer
- David Cal – Kanu (1-4-0)
Athen 2004: Gold, Einer-Canadier 1000 m Männer
Athen 2004: Silber, Einer-Canadier 500 m Männer
Peking 2008: Silber, Einer-Canadier 500 m Männer
Peking 2008: Silber, Einer-Canadier 1000 m Männer
London 2012: Silber, Einer-Canadier 1000 m Männer
- Jordi Calafat – Segeln (1-0-0)
Barcelona 1992: Gold, 470er Männer
- José Calderón –
Peking 2008: Silber, Männer
London 2012: Silber, Männer
Rio de Janeiro 2016: Bronze, Männer
- Juan Ángel Calzado – Hockey (1-0-0)
Rom 1960: Bronze, Männer
- Sergio Camello – Fußball (1-0-0)
Paris 2024: Gold, Männer
- Juana Camilión – Basketball (0-1-0)
Paris 2024: Silber, 3×3 Frauen
- Paula Camus – Wasserball (1-0-0)
Paris 2024: Gold, Frauen
- Santiago Cañizares – Fußball (1-0-0)
Barcelona 1992: Gold, Männer
- Joan Capdevila – Fußball (0-1-0)
Sydney 2000: Silber, Männer
- Ona Carbonell – Synchronschwimmen (0-1-1)
London 2012: Silber, Duett
London 2012: Bronze, Gruppe
- Joan Cardona Méndez – Segeln (0-0-1)
Tokio 2020: Bronze, Finn-Dinghy Männer
- Pablo Carreño Busta – Tennis (0-0-1)
Tokio 2020: Bronze, Einzel Männer
- Agustín Casado – Handball (0-0-1)
Paris 2024: Bronze, Männer
- Sergio Casal – Tennis (0-1-0)
Seoul 1988: Silber, Doppel Männer
- Carlos Castaño Panadero – Radsport (0-0-1)
Athen 2004: Bronze, 4000 m Mannschaftsverfolgung Männer
- Queralt Castellet – Snowboard (0-1-0)
Olympische Winterspiele 2022: Silber, Halfpipe Frauen
- Francisco Cavaller – Hockey (0-0-1)
Rom 1960: Bronze, Männer
- Dani Ceballos – Fußball (0-1-0)
Tokio 2020: Silber, Männer
- Adriana Cerezo – Taekwondo (0-1-0)
Tokio 2020: Silber, Fliegengewicht Frauen
- Miguel Chaves – Hockey (0-1-0)
Moskau 1980: Silber, Männer
- Elisabeth Chávez – Handball (0-0-1)
London 2012: Bronze, Frauen
- Maialen Chourraut – Kanuslalom (1-1-1)
London 2012: Bronze, Einer-Kajak Frauen
Rio de Janeiro 2016: Gold, Einer-Kajak Frauen
Tokio 2020: Silber, Kanu (Einer-Kajak Frauen)
- Mihaela Ciobanu – Handball (0-0-1)
London 2012: Bronze, Frauen
- Víctor Claver – Basketball (0-1-1)
London 2012: Silber, Männer
Rio de Janeiro 2016: Bronze, Männer
- Fernando Climent Huerta – Rudern (0-1-0)
Los Angeles 1984: Silber, Zweier ohne Steuermann
- Ignacio Cobos – Hockey (0-1-0)
Atlanta 1996: Silber, Männer
- Juan Luis Coghen – Hockey (0-1-0)
Moskau 1980: Silber, Männer
- Mercedes Coghen – Hockey (1-0-0)
Barcelona 1992: Gold, Frauen
- Carlos Coloma – Radsport (0-0-1)
Rio de Janeiro 2016: Bronze, Mountainbike Männer
- José Colomer – Hockey (0-0-1)
Rom 1960: Bronze, Männer
- Ana Copado – Wasserball (0-1-0)
London 2012: Silber, Frauen
- Juan Antonio Corbalán – Basketball (0-1-0)
Los Angeles 1984: Silber, Männer
- Raquel Corral – Synchronschwimmen (0-1-0)
Peking 2008: Silber, Gruppe
- Rodrigo Corrales – Handball (0-0-2)
Tokio 2020: Bronze, Männer
Paris 2024: Bronze, Männer
- Celia Corres – Hockey (1-0-0)
Barcelona 1992: Gold, Frauen
- Àlex Corretja – Tennis (0-0-1)
Sydney 2000: Bronze, Männer Doppel
- Quico Cortés – Hockey (0-1-0)
Peking 2008: Silber, Männer
- Albert Costa –
Sydney 2000: Bronze, Männer Doppel
- Saúl Craviotto – Kanu (2-2-2)
Peking 2008: Gold, Zweier-Kajak 500 m Männer
London 2012: Silber, Einer-Kajak 200 m Männer
Rio de Janeiro 2016: Bronze, Einer-Kajak 200 m Männer
Rio de Janeiro 2016: Gold, Zweier-Kajak 200 m Männer
Tokio 2020: Silber, Vierer-Kajak 500 m Männer
Paris 2024: Bronze, Vierer-Kajak 500 m Männer
- Margalida Crespí – Synchronschwimmen (0-0-1)
London 2012: Bronze, Gruppe
- Paula Crespí – Wasserball (1-0-0)
Paris 2024: Gold, Frauen
- Anna Cruz – Basketball (0-1-0)
Rio de Janeiro 2016: Silber, Frauen
- Verónica Cuadrado – Handball (0-1-0)
London 2012: Bronze, Frauen
- Pau Cubarsí – Fußball (1-0-0)
Paris 2024: Gold, Männer
- Marc Cucurella – Fußball (0-1-0)
Tokio 2020: Silber, Männer

### D
- David Davis – Handball (0-0-1)
Peking 2008: Bronze, Männer
- Álvaro de Figueroa – Polo (0-1-0)
Antwerpen 1920: Silber, Männer
- José de Figueroa – Polo (0-1-0)
Antwerpen 1920: Silber, Männer
- Juan Domingo de la Cruz – Basketball (0-1-0)
Los Angeles 1984: Silber, Männer
- Miguel de Paz – Hockey (0-1-0)
Moskau 1980: Silber, Männer
- Justo de San Miguel – Polo (0-1-0)
Antwerpen 1920: Silber, Männer
- Gervasio Deferr – Turnen (2-1-0)
Sydney 2000: Gold, Pferdsprung Männer
Athen 2004: Gold, Sprung Männer
Peking 2008: Silber, Bodenturnen Männer
- Carlos del Coso – Hockey (0-0-1)
Rom 1960: Bronze, Männer
- Guillermo del Riego – Kanu (0-1-0)
Moskau 1980: Silber, Zweier-Kajak 500 m Männer
- Jordan Díaz – Leichtathletik (1-0-0)
Paris 2024: Gold, Dreisprung Männer
- Josep Antoni Dinarés – Hockey (0-0-1)
Rom 1960: Bronze, Männer
- Juan Antonio Dinarés – Hockey (0-1-0)
Atlanta 1996: Silber, Männer
- Diego Domínguez – Kanu (0-0-1)
Paris 2024: Bronze, Zweier-Canadier 500 m Männer
- Silvia Domínguez – Basketball (0-1-0)
Rio de Janeiro 2016: Silber, Frauen
- Natalia Dorado – Hockey (1-0-0)
Barcelona 1992: Gold, Frauen
- José Luis Doreste – Segeln (1-0-0)
Seoul 1988: Gold, Finn-Dinghy
- Luis Doreste – Segeln (2-0-0)
Los Angeles 1984: Gold, 470er Männer
Barcelona 1992: Gold, Flying Dutchman Männer
- Eduardo Dualde – Hockey (0-0-1)
Rom 1960: Bronze, Männer
- Joaquín Dualde – Hockey (0-0-§)
Rom 1960: Bronze, Männer
- Alex Dujshebaev – Handball (0-0-2)
Tokio 2020: Bronze, Männer
Paris 2024: Bronze, Männer
- Daniel Dujshebaev – Handball (0-0-1)
Paris 2024: Bronze, Männer
- Talant Dujshebaev – Handball (0-0-2)
Atlanta 1996: Bronze, Männer
Sydney 2000: Bronze, Männer

### E
- Pau Echaniz – Kanuslalom (0-0-1)
Paris 2024: Bronze, Einer-Kajak Männer
- Fernando Echávarri – Segeln (1-0-0)
Peking 2008: Gold, Tornado Männer
- Támara Echegoyen – Segeln (1-0-0)
London 2012: Gold, Kielboot Frauen
- Rafael Egusquiza – Hockey (0-0-1)
Rom 1960: Bronze, Männer
- Patricia Elorza – Handball (0-0-1)
London 2012: Bronze, Frauen
- Sergi Enrique – Hockey (0-1-0)
Peking 2008: Silber, Männer
- Alberto Entrerríos – Handball (0-0-1)
Peking 2008: Bronze, Männer
- Raúl Entrerríos – Handball (0-0-2)
Peking 2008: Bronze, Männer
Tokio 2020: Bronze, Männer
- Juan Escarré – Hockey (0-1-0)
Atlanta 1996: Silber, Männer
- Sergi Escobar – Radsport (0-0-2)
Athen 2004: Bronze, 4000 m Einzelverfolgung Männer
Athen 2004: Bronze, 4000 m Mannschaftsverfolgung Männer
- Javier Escudé – Hockey (0-1-0)
Atlanta 1996: Silber, Männer
- José Antonio Escuredo – Radsport (0-1-0)
Athen 2004: Silber, Keirin Männer
- Anna Espar – Wasserball (0-2-0)
London 2012: Silber, Frauen
Tokio 2020: Silber, Frauen
- Clara Espar – Wasserball (0-1-0)
Tokio 2020: Silber, Frauen
- Gabriel Esparza – Taekwondo (0-1-0)
Sydney 2000: Silber, Fliegengewicht Männer
- José María Esteban – Kanu (0-1-0)
Montreal 1976: Silber, Vierer-Kajak 1000 m Männer
- Laura Ester – Wasserball (0-2-0)
London 2012: Silber, Frauen
Tokio 2020: Silber, Frauen
- Manuel Estiarte – Wasserball (1-1-0)
Barcelona 1992: Silber, Männer
Atlanta 1996: Gold, Männer
- Ramón Eguiazábal – Fußball (0-1-0)
Antwerpen 1920: Silber, Männer
- Anna Espar – Wasserball (1-0-0)
Paris 2024: Gold, Frauen
- Laura Ester – Wasserball (1-0-0)
Paris 2024: Gold, Frauen
- Aitor Etxaburu – Handball (0-0-1)
Atlanta 1996: Bronze, Männer

### F
- Alex Fábregas – Hockey (0-1-0)
Peking 2008: Silber, Männer
- Francisco Fábregas Bosch – Hockey (0-1-0)
Moskau 1980: Silber, Männer
- Francisco Fábregas Monegal – Hockey (0-1-0)
Peking 2008: Silber, Männer
- Abelardo Fernández – Fußball (1-0-0)
Barcelona 1992: Gold, Männer
- Alberto Fernández – Schießen
Tokio 2020: Gold, Trap Mixed
- Álvaro Fernández – Fußball (0-1-0)
Tokio 2020: Silber, Männer
- Beatriz Fernández – Handball (0-0-1)
London 2012: Bronze, Frauen
- Begoña Fernández – Handball (0-0-1)
London 2012: Bronze, Frauen
- Daniel Fernández – Handball (0-0-1)
Paris 2024: Bronze, Männer
- Francisco Javier Fernández – Leichtathletik (0-1-0)
Athen 2004: Silber, 20 km Gehen Männer
- Isabel Fernández – Judo (1-0-1)
Atlanta 1996: Bronze, Leichtgewicht Frauen
Sydney 2000: Gold, Leichtgewicht Frauen
- Javier Fernández – Eiskunstlauf (0-0-1)
Olympische Winterspiele 2018: Bronze, Einzel Männer
- Jesús Fernández Oceja – Handball (0-0-1)
Atlanta 1996: Bronze, Männer
- Rudy Fernández – Basketball (0-2-1)
Peking 2008: Silber, Männer
London 2012: Silber, Männer
Rio de Janeiro 2016: Bronze, Männer
- Xabier Fernández – Segeln (1-1-0)
Athen 2004: Gold, 49er Männer
Peking 2008: Silber, 49er Männer
- Juan Fernández – Hockey (0-1-0)
Peking 2008: Silber, Männer
- Blanca Fernández Ochoa – Ski Alpin (0-0-1)
Olympische Winterspiele 1992: Bronze, Slalom Frauen
- Francisco Fernández Ochoa – Ski Alpin (1-0-0)
Olympische Winterspiele 1972: Gold, Slalom Männer
- Ángel Fernández Pérez – Handball (0-0-1)
Tokio 2020: Bronze, Männer
- Txell Ferré Gaset – Synchronschwimmen (0-0-1)
Paris 2024: Bronze, Gruppe
- Albert Ferrer – Fußball (0-0-1)
Barcelona 1992: Gold, Männer
- Beatriz Ferrer-Salat – Reiten (0-1-1)
Athen 2004: Bronze, Dressur Einzel
Athen 2004: Silber, Dressur Team
- Jordi Ferrón – Fußball (0-1-0)
Sydney 2000: Silber, Männer
- Adrià Figueras – Handball (0-0-2)
Tokio 2020: Bronze, Männer
Paris 2024: Bronze, Männer
- Hernando Fitz-James Stuart y Falcó – Polo (0-1-0)
Antwerpen 1920: Silber, Männer
- Jacobo Fitz-James Stuart y Falcó – Polo (0-1-0)
Antwerpen 1920: Silber, Männer
- Judith Forca – Wasserball (1-1-0)
Tokio 2020: Silber, Frauen
Paris 2024: Gold, Frauen
- Jaume Fort – Handball (0-0-1)
Atlanta 1996: Bronze, Männer
- Santiago Freixa – Hockey (0-1-0)
Peking 2008: Silber, Männer
- Andrea Fuentes – Synchronschwimmen (0-3-1)
Peking 2008: Silber, Duett
Peking 2008: Silber, Gruppe
London 2012: Silber, Duett
London 2012: Bronze, Gruppe
- Margarita Fullana – Radsport (0-0-1)
Sydney 2000: Bronze, Mountainbike

### G
- Nagore Gabellanes – Hockey (1-0-0)
Barcelona 1992: Gold, Frauen
- Gabri – Fußball (0-1-0)
Sydney 2000: Silber, Männer
- Fátima Gálvez – Schießen
Tokio 2020: Gold, Trap Mixed
- Rubén Garabaya – Handball (0-0-1)
Peking 2008: Bronze, Männer
- Jorge Garbajosa – Basketball (0-1-0)
Peking 2008: Silber, Männer
- Antonio García – Handball (0-0-1)
Tokio 2020: Bronze, Männer
- Eric García – Fußball (1-1-0)
Tokio 2020: Silber, Männer
Paris 2024: Gold, Männer
- Marina García Polo – Synchronschwimmen (0-0-1)
Paris 2024: Bronze, Gruppe
- Jaime García – Reiten (0-1-0)
London 1948: Silber, Springreiten Team
- Javier García Chico – Leichtathletik (0-0-1)
Barcelona 1992: Bronze, Stabhochsprung Männer
- Joan García – Fußball (1-0-0)
Paris 2024: Gold, Männer
- José Miguel García – Hockey (0-1-0)
Moskau 1980: Silber, Männer
- Juanín García – Handball (0-0-1)
Peking 2008: Bronze, Männer
- Maica García – Wasserball (1-2-0)
London 2012: Silber, Frauen
Tokio 2020: Silber, Frauen
Paris 2024: Gold, Frauen
- Nicolás García – Taekwondo (0-1-0)
London 2012: Silber, Mittelgewicht Männer
- Pedro Francisco García – Wasserball (1-1-0)
Barcelona 1992: Silber, Männer
Atlanta 1996: Gold, Männer
- Julio García Fernández – Reiten (1-0-0)
Amsterdam 1928: Gold, Springreiten Team
- Juantxo García-Mauriño – Hockey (0-1-0)
Atlanta 1996: Silber, Männer
- Imanol Garciandia – Handball (0-0-1)
Paris 2024: Bronze, Männer
- Mateo Garralda – Handball (0-0-2)
Atlanta 1996: Bronze, Männer
Sydney 2000: Bronze, Männer
- Rafael Garralda – Hockey (0-1-0)
Moskau 1980: Silber, Männer
- Francisco Garrigós – Judo (0-0-1)
Paris 2024: Bronze, Superleichtgewicht Männer
- Rodrigo Garza – Hockey (0-1-0)
Peking 2008: Silber, Männer
- Marc Gasol – Basketball (0-2-0)
Peking 2008: Silber, Männer
London 2012: Silber, Männer
- Pau Gasol – Basketball (0-2-1)
Peking 2008: Silber, Männer
London 2012: Silber, Männer
Rio de Janeiro 2016: Bronze, Männer
- Artemi Gavezou – Rhythmische Sportgymnastik (0-1-0)
Rio de Janeiro 2016: Silber, Gruppe
- Marcelino Gavilán – Reiten (0-1-0)
London 1948: Silber, Springreiten Team
- Rodrigo Germade – Kanu (0-1-1)
Tokio 2020: Silber, Vierer-Kajak 500 m Männer
Paris 2024: Bronze, Vierer-Kajak 500 m Männer
- Ayoub Ghadfa – Boxen (0-1-0)
Paris 2024: Silber, Superschwergewicht Männer
- Bryan Gil – Fußball (0-1-0)
Tokio 2020: Silber, Männer
- Laura Gil – Basketball (0-1-0)
Rio de Janeiro 2016: Silber, Frauen
- Óscar Gil – Fußball (0-1-0)
Tokio 2020: Silber, Männer
- Ramón Gil – Fußball (0-1-0)
Antwerpen 1920: Silber, Männer
- Estela Giménez – Rhythmische Sportgymnastik (1-0-0)
Atlanta 1996: Gold, Gruppe
- Vega Gimeno – Basketball (0-1-0)
Paris 2024: Silber, 3×3 Frauen
- Alberto Ginés López – Sportklettern (1-0-0)
Tokio 2020: Gold, Olympische Kombination Männer
- Aleix Gómez – Handball (0-0-2)
Tokio 2020: Bronze, Männer
Paris 2024: Bronze, Männer
- Eva Calvo Gomez – Taekwondo (0-1-0)
Rio de Janeiro 2016: Silber, Federgewicht Frauen
- Salvador Gómez – Wasserball (1-1-0)
Barcelona 1992: Silber, Männer
Atlanta 1996: Gold, Männer
- Domingo Gómez-Acedo – Fußball (0-1-0)
Antwerpen 1920: Silber, Männer
- Javier Gómez Noya – Triathlon (0-1-0)
London 2012: Silber, Einzel Männer
- Sergio Gómez – Fußball (1-0-0)
Paris 2024: Gold, Männer
- Irene González – Wasserball (0-1-0)
Tokio 2020: Silber, Frauen
- Joel González – Taekwondo (1-0-1)
London 2012: Gold, Fliegengewicht Männer
Rio de Janeiro 2016: Bronze, Federgewicht Männer
- Marco Antonio González – Wasserball (0-1-0)
Barcelona 1992: Silber, Männer
- María Victoria González – Hockey (1-0-0)
Barcelona 1992: Gold, Frauen
- Raúl González – Handball (0-0-1)
Atlanta 1996: Bronze, Männer
- Antonio González Izquierdo – Hockey (0-1-0)
Atlanta 1996: Silber, Männer
- Antonio Gorostegui – Segeln (0-1-0)
Montreal 1976: Silber, 470er Männer
- Gedeón Guardiola – Handball (0-0-1)
Tokio 2020: Bronze, Männer
- Jorge Guardiola – Schießen (0-0-1)
Seoul 1988: Bronze, Skeet Männer
- Pep Guardiola – Fußball (1-0-0)
Barcelona 1992: Gold, Männer
- Patricia Guerra – Segeln (1-0-0)
Barcelona 1992: Gold, 470er Männer
- Rafael Guijosa – Handball (0-0-2)
Atlanta 1996: Bronze, Männer
Sydney 2000: Bronze, Männer
- Eduardo Gurbindo – Handball (0-0-1)
Tokio 2020: Bronze, Männer
- Lorena Guréndez – Rhythmische Sportgymnastik (1-0-0)
Atlanta 1996: Gold, Gruppe
- Miguel Gutiérrez – Fußball (1-0-0)
Paris 2024: Gold, Männer

### H
- Thaïs Henríquez – Synchronschwimmen (0-1-1)
Peking 2008: Silber, Gruppe
London 2012: Bronze, Gruppe
- José Antonio Hermida – Radsport (0-1-0)
Athen 2004: Silber, Mountainbike Männer
- Fernando Hernández – Handball (0-0-1)
Atlanta 1996: Bronze, Männer
- Miguel Hernández Sánchez – Fußball (1-0-0)
Barcelona 1992: Gold, Männer
- Regino Hernández – Snowboard (0-0-1)
Olympische Winterspiele 2018: Bronze, Snowboardcross Männer
- Willy Hernangómez – Basketball (0-0-1)
Rio de Janeiro 2016: Bronze, Männer
- Pablo Herrera Allepuz – Beachvolleyball (0-1-0)
Athen 2004: Silber, Männer
- Juan Holgado – Bogenschießen (1-0-0)
Barcelona 1992: Gold, Team Männer
- José Javier Hombrados – Handball (0-0-2)
Atlanta 1996: Bronze, Männer
Peking 2008: Bronze, Männer

### I
- Serge Ibaka – Basketball (0-1-0)
London 2012: Silber, Männer
- Miguel Indurain – Radsport (1-0-0)
Atlanta 1996: Gold, Einzelzeitfahren Männer
- Alejandro Iturbe – Fußball (1-0-0)
Paris 2024: Gold, Männer
- Silverio Izaguirre – Fußball (0-1-0)
Antwerpen 1920: Silber, Männer

### J
- Andrés Jiménez – Basketball (0-1-0)
Los Angeles 1984: Silber, Männer
- Juan Antonio Jiménez – Reiten (0-1-0)
Athen 2004: Silber, Dressur Team
- Carlos Jiménez Sánchez – Basketball (0-1-0)
Peking 2008: Silber, Männer
- Antonio Jiménez Sistachs – Fußball (1-0-0)
Barcelona 1992: Gold, Männer
- Ramón Jufresa – Hockey (0-1-0)
Atlanta 1996: Silber, Männer

### K
- Paula Klamburg – Synchronschwimmen (0-0-1)
London 2012: Bronze, Gruppe

### L
- Jesús María Lacruz – Fußball (0-1-0)
Sydney 2000: Silber, Männer
- Tania Lamarca – Rhythmische Sportgymnastik (1-0-0)
Atlanta 1996: Gold, Gruppe
- Mikel Lasa – Fußball (1-0-0)
Barcelona 1992: Gold, Männer
- Luis María Lasúrtegui – Segeln (0-1-0)
Los Angeles 1984: Silber, Zweier ohne Steuermann
- Paula Leitón – Wasserball (1-1-0)
Tokio 2020: Silber, Frauen
Paris 2024: Gold, Frauen
- Fernando León – Segeln (1-0-0)
Atlanta 1996: Gold, Tornado Männer
- Ángel León – Schießen (0-1-0)
Helsinki 1952: Silber, Freie Scheibenpistole Männer
- Joan Lino Martínez – Leichtathletik (0-0-1)
Athen 2004: Bronze, Weitsprung Männer
- Joan Llaneras – Radsport (2-2-0)
Sydney 2000: Gold, Punktefahren Männer
Athen 2004: Silber, Punktefahren Männer
Peking 2008: Gold, Punktefahren Männer
Peking 2008: Silber, Madison Männer
- Jorge Llopart – Leichtathletik (0-1-0)
Moskau 1980: Silber, 50 km Gehen Männer
- José Luis Llorente – Basketball (0-1-0)
Los Angeles 1984: Silber, Männer
- Lilou Lluís Valette – Synchronschwimmen (0-0-1)
Paris 2024: Bronze, Gruppe
- Sergio Llull – Basketball (0-1-1)
London 2012: Silber, Männer
Rio de Janeiro 2016: Bronze, Männer
- Diego López – Fußball (1-0-0)
Paris 2024: Gold, Männer
- Elena Lopez – Rhythmische Sportgymnastik (0-1-0)
Rio de Janeiro 2016: Silber, Gruppe
- Fermín López – Fußball (1-0-0)
Paris 2024: Gold, Männer
- José Ramón López – Kanu (0-1-0)
Montreal 1976: Silber, Vierer-Kajak 1000 m Männer
- Juan Manuel López – Fußball (1-0-0)
Barcelona 1992: Gold, Männer
- Marc López – Tennis (1-0-0)
Rio de Janeiro 2016: Gold, Doppel Männer
- Raül López – Basketball (0-1-0)
Peking 2008: Silber, Männer
- Juan Manuel López Iturriaga – Basketball (0-1-0)
Los Angeles 1984: Silber, Männer
- Sergio López Miró – Schwimmen (0-0-1)
Seoul 1988: Bronze, 200 m Brust Männer
- Laura López Valle – Synchronschwimmen (0-1-0)
Peking 2008: Silber, Gruppe
- Laura López Ventosa – Wasserball (0-1-0)
London 2012: Silber, Frauen
- David López-Zubero – Schwimmen (0-0-1)
Moskau 1980: Bronze, 100 m Schmetterling Männer
- Martín López-Zubero – Schwimmen (1-0-0)
Barcelona 1992: Gold, 200 m Rücken Männer
- Demetrio Lozano – Handball (0-0-3)
Atlanta 1996: Bronze, Männer
Sydney 2000: Bronze, Männer
Peking 2008: Bronze, Männer
- Rafael Lozano – Boxen (0-1-1)
Atlanta 1996: Bronze, Halbfliegengewicht Männer
Sydney 2000: Silber, Halbfliegengewicht Männer
- Albert Luque – Fußball (0-1-0)
Sydney 2000: Silber, Männer

### M
- Ignacio Macaya – Hockey (0-0-1)
Rom 1960: Bronze, Männer
- Asier Maeztu – Radsport (0-0-1)
Athen 2004: Bronze, 4000 m Teamverfolgung Männer
- Anna Maiques – Hockey (1-0-0)
Barcelona 1992: Gold, Frauen
- Kim Malgosa – Hockey (0-1-0)
Atlanta 1996: Silber, Männer
- Santiago Malgosa – Hockey (0-1-0)
Moskau 1980: Silber, Männer
- Cristian Malmagro – Handball (0-0-1)
Peking 2008: Bronze, Männer
- Marta Mangué – Handball (0-0-1)
London 2012: Bronze, Frauen
- Javier Manjarín – Fußball (1-0-0)
Barcelona 1992: Gold, Männer
- Domingo Manrique – Segeln (1-0-0)
Barcelona 1992: Gold, Flying Dutchman Männer
- Silvia Manrique – Hockey (1-0-0)
Barcelona 1992: Gold, Frauen
- Jorge Maqueda – Handball (0-0-1)
Tokio 2020: Bronze, Männer
- Elisabeth Maragall – Hockey (1-0-0)
Barcelona 1992: Gold, Frauen
- Carlos Marchena – Fußball (0-1-0)
Sydney 2000: Silber, Fußball
- Josep Maria Margall – Basketball (0-1-0)
Los Angeles 1984: Silber, Männer
- Jorge Maqueda – Handball (0-0-1)
Paris 2024: Bronze, Männer
- Carolina Marín – Badminton (1-0-0)
Rio de Janeiro 2016: Gold, Einzel Frauen
- Carmen Martín – Handball (0-0-1)
London 2012: Bronze, Frauen
- Álvaro Martín – Leichtathletik (1-0-1)
Paris 2024: Gold, Gehen Mixed
Paris 2024: Bronze, 20 km Gehen Männer
- Fernando Martín – Basketball (0-1-0)
Los Angeles 1984: Silber, Männer
- Conchita Martínez – Tennis (0-2-1)
Barcelona 1992: Silber, Doppel Frauen
Atlanta 1996: Bronze, Doppel Frauen
Athen 2004: Silber, Doppel Frauen
- Estíbaliz Martínez – Rhythmische Sportgymnastik (1-0-0)
Atlanta 1996: Gold, Gruppe
- Iker Martínez – Segeln (1-1-0)
Athen 2004: Gold, 49er Männer
Peking 2008: Silber, 49er Männer
- Manuel Martínez – Leichtathletik (0-0-1)
Athen 2004: Bronze, Kugelstoßen Männer
- María Isabel Martínez de Murguía – Hockey (1-0-0)
Barcelona 1992: Gold, Männer
- Meritxell Mas – Synchronschwimmen (0-0-1)
Paris 2024: Bronze, Gruppe
- Luis Enrique – Fußball (1-0-0)
Barcelona 1992: Gold, Fußball
- Valentí Massana – Leichtathletik (0-0-1)
Atlanta 1996: Bronze, 50 km Gehen Männer
- Enric Masip – Handball (0-0-1)
Sydney 2000: Bronze, Männer
- Anabel Medina Garrigues – Tennis (0-1-0)
Peking 2008: Silber, Doppel Frauen
- Alfonso Menéndez – Bogenschießen (1-0-0)
Barcelona 1992: Gold, Team Männer
- Herminio Menéndez – Kanu (0-2-1)
Montreal 1976: Silber, Vierer-Kajak 1000 m Männer
Moskau 1980: Silber, Zweier-Kajak 500 m Männer
Moskau 1980: Bronze, Zweier-Kajak 1000 m Männer
- Gemma Mengual – Synchronschwimmen (0-2-0)
Peking 2008: Silber, Duett
Peking 2008: Silber, Gruppe
- Mikel Merino – Fußball (0-1-0)
Tokio 2020: Silber, Männer
- Ona Meseguer – Wasserball (0-1-0)
London 2012: Silber, Frauen
- Rubén Michavila – Wasserball (0-1-0)
Barcelona 1992: Silber, Männer
- Enrique Míguez – Kanu (0-0-1)
Los Angeles 1984: Bronze, Zweier-Canadier 500 m Männer
- Pedro Millet – Segeln (0-1-0)
Montreal 1976: Silber, 470er Männer
- Óscar Mingueza – Fußball (0-1-0)
Tokio 2020: Silber, Männer
- Rafa Mir – Fußball (0-1-0)
Tokio 2020: Silber, Männer
- Juan Miranda – Fußball (1-1-0)
Tokio 2020: Silber, Männer
Paris 2024: Gold, Männer
- Lorena Miranda – Wasserball (0-1-)
London 2012: Silber, Frauen
- Nikola Mirotić – Basketball (0-0-1)
Rio de Janeiro 2016: Bronze, Männer
- Lourdes Mohedano – Rhythmische Sportgymnastik (0-1-0)
Rio de Janeiro 2016: Silber, Gruppe
- Roberto Molina – Segeln (1-0-0)
Los Angeles 1984: Gold, 470er Männer
- Jon Moncayola – Fußball (0-1-0)
Tokio 2020: Silber, Männer
- Paulino Monsalve – Hockey (0-1-0)
Moskau 1980: Silber, Männer
- Irene Montrucchio – Synchronschwimmen (0-0-1)
London 2012: Bronze, Gruppe
- Joan Antoni Moreno – Kanu (0-0-1)
Paris 2024: Bronze, Zweier-Canadier 500 m Männer
- José Moreno Periñán – Radsport (1-0-0)
Barcelona 1992: Gold, 1000 m Zeitfahren Männer
- Patricia Moreno – Turnen (0-0-1)
Athen 2004: Bronze, Bodenturnen Frauen
- Ivan Moro – Wasserball (1-0-0)
Atlanta 1996: Gold, Männer
- Gisela Morón – Synchronschwimmen (0-1-0)
Peking 2008: Silber, Gruppe
- Viran Morros – Handball (0-0-1)
Tokio 2020: Bronze, Männer
- Cristhian Mosquera – Fußball (1-0-0)
Paris 2024: Gold, Männer
- Teresa Motos – Hockey (1-0-0)
Barcelona 1992: Gold, Frauen
- Álex Mumbrú – Basketball (0-1-0)
Peking 2008: Silber, Männer
- Almudena Muñoz – Judo (1-0-0)
Barcelona 1992: Gold, Halbleichtgewicht Frauen
- Pedro Murúa – Hockey (0-0-1)
Rom 1960: Bronze, Männer

### N
- Rafael Nadal – Tennis (2-0-0)
Peking 2008: Gold, Einzel Männer
Rio de Janeiro 2016: Gold, Doppel Männer
- Francisco Narváez – Fußball (1-0-0)
Barcelona 1992: Gold, Männer
- Juan Carlos Navarro – Basketball (0-2-1)
Peking 2008: Silber, Männer
London 2012: Silber, Männer
Rio de Janeiro 2016: Bronze, Männer
- Silvia Navarro – Handball (0-0-1)
London 2012: Bronze, Frauen
- José Navarro Morenes – Reiten (1-1-0)
Amsterdam 1928: Gold, Springreiten Team
London 1948: Silber, Springreiten Team
- Astou Ndour – Basketball (0-1-0)
Rio de Janeiro 2016: Silber, Frauen
- Laura Nicholls – Basketball (0-1-0)
Rio de Janeiro 2016: Silber, Frauen
- Miguel Noguer – Segeln (1-0-0)
Moskau 1980: Gold, Flying Dutchman Männer
- Jordi Núñez – Handball (0-0-2)
Atlanta 1996: Bronze, Männer
Sydney 2000: Bronze, Männer

### O
- Xavier O’Callaghan – Handball (0-0-1)
Sydney 2000: Bronze, Männer
- Miguel Ángel Oca – Wasserball (1-1-0)
Barcelona 1992: Silber, Männer
Atlanta 1996: Gold, Männer
- Kauldi Odriozola – Handball (0-0-1)
Paris 2024: Bronze, Männer
- Leire Olaberria – Radsport (0-0-1)
Peking 2008: Bronze, Punktefahren Männer
- Jesús Olalla – Handball (0-0-2)
Atlanta 1996: Bronze, Männer
Sydney 2000: Bronze, Männer
- Abraham Olano – Radsport (0-1-0)
Atlanta 1996: Silber, Einzelzeitfahren
- Roc Oliva – Hockey (0-1-0)
Peking 2008: Silber, Männer
- Núria Olivé – Hockey (1-0-0)
Barcelona 1992: Gold, Frauen
- Dani Olmo – Fußball (0-1-0)
Tokio 2020: Silber, Männer
- Samu Omorodion – Fußball (1-0-0)
Paris 2024: Gold, Männer
- Aimar Oroz – Fußball (1-0-0)
Paris 2024: Gold, Männer
- Antonio Carlos Ortega – Handball (0-0-1)
Sydney 2000: Bronze, Männer
- Orlando Ortega – Leichtathletik (0-1-0)
Rio de Janeiro 2016: Silber, 110 m Hürden Männer
- Beatriz Ortiz – Wasserball (1-1-0)
Tokio 2020: Silber, Frauen
Paris 2024: Gold, Frauen
- Felipe Ortiz – Fußball (0-1-0)
Sydney 2000: Silber, Männer
- Matilde Ortiz – Wasserball (0-1-0)
London 2012: Silber, Frauen
- Luis Otero – Fußball (0-1-0)
Antwerpen 1920: Silber, Männer
- Mikel Oyarzabal – Fußball (0-1-0)
Tokio 2020: Silber, Männer
- Alisa Ozhogina – Synchronschwimmen (0-0-1)
Paris 2024: Bronze, Gruppe

### P
- Jon Pacheco – Fußball (1-0-0)
Paris 2024: Gold, Männer
- Francisco Pagazaurtundúa – Fußball (0-1-0)
Antwerpen 1920: Silber, Männer
- Laia Palau – Basketball (0-1-0)
Rio de Janeiro 2016: Silber, Frauen
- Jennifer Pareja – Wasserball (0-1-0)
London 2012: Silber, Frauen
- Lucila Pascua – Basketball (0-1-0)
Rio de Janeiro 2016: Silber, Frauen
- Carolina Pascual – Rhythmische Sportgymnastik (0-1-0)
Barcelona 1992: Silber, Einzel Frauen
- Jorge Payá – Wasserball (1-0-0)
Atlanta 1996: Gold, Männer
- Antón Paz – Segeln (1-0-0)
Peking 2008: Gold, Tornado Männer
- Sergi Pedrerol – Wasserball (1-1-0)
Barcelona 1992: Silber, Männer
Atlanta 1996: Gold, Männer
- Pedri – Fußball (0-1-0)
Tokio 2020: Silber, Männer
- Ana Peleteiro – Leichtathletik (0-0-1)
Tokio 2020: Bronze, Dreisprung Frauen
- Juan Pellón – Hockey (0-1-0)
Moskau 1980: Silber, Männer
- María del Pilar Peña – Wasserball (1-2-0)
London 2012: Silber, Frauen
Tokio 2020: Silber, Frauen
Paris 2024: Gold, Frauen
- Antonio Peñalver – Leichtathletik (0-1-0)
Barcelona 1992: Silber, Zehnkampf Männer
- Alfonso Pérez Muñoz – Fußball (1-0-0)
Barcelona 1992: Gold, Männer
- Carlos Pérez – Kanu (1-0-0)
Peking 2008: Gold, Zweier-Kajak 500 m Männer
- Ernesto Pérez – Judo (0-1-0)
Atlanta 1996: Silber, Schwergewicht Männer
- Gonzalo Pérez de Vargas – Handball (0-0-2)
Tokio 2020: Bronze, Männer
Paris 2024: Bronze, Männer
- María Pérez García – Leichtathletik (0-1-0)
Paris 2024: Silber, 20 km Gehen Frauen
- Juan Pérez Márquez – Handball (0-0-2)
Atlanta 1996: Bronze, Männer
Sydney 2000: Bronze, Männer
- Nona Pérez – Wasserball (1-0-0)
Paris 2024: Gold, Frauen
- Pichichi – Fußball (0-1-0)
Antwerpen 1920: Silber, Männer
- Josep Picó – Wasserball (0-1-0)
Barcelona 1992: Silber, Männer
- Elisabeth Pinedo – Handball (0-0-1)
London 2012: Bronze, Frauen
- Antonio Pinilla – Fußball (1-0-0)
Barcelona 1992: Gold, Männer
- Isabel Piralkova – Wasserball (1-0-0)
Paris 2024: Gold, Frauen
- Daniel Plaza – Leichtathletik (1-0-0)
Barcelona 1992: Gold, 20 km Gehen Männer
- Laia Pons – Synchronschwimmen (0-0-1)
London 2012: Bronze, Gruppe
- Teresa Portela – Kanu (0-1-0)
Tokio 2020: Silber, Einer-Kajak 200 m Frauen
- Carlos Prieto – Handball (0-0-1)
Peking 2008: Bronze, Männer
- Javi Puado – Fußball (0-1-0)
Tokio 2020: Silber, Männer
- Marc Pubill – Fußball (1-0-0)
Paris 2024: Gold, Männer
- Víctor Pujol – Hockey (0-1-0)
Atlanta 1996: Silber, Männer
- Ángela Pumariega – Segeln (1-0-0)
London 2012: Gold, Kielboot Frauen
- Carles Puyol – Fußball (0-1-0)
Sydney 2000: Silber, Männer

### Q
- Alejandra Quereda – Rhythmische Sportgymnastik (0-1-0)
Rio de Janeiro 2016: Silber, Gruppe
- Laura Quevedo – Basketball (0-1-0)
Rio de Janeiro 2016: Silber, Frauen
- María Quintanal – Schießen (0-1-0)
Athen 2004: Silber, Trap Frauen
- Damián Quintero – Karate (0-1-0)
Tokio 2020: Silber, Kata

### R
- Ignacio Rambla – Reiten (0-1-0)
Athen 2004: Silber, Dressur Team
- Paula Ramírez – Synchronschwimmen (0-0-1)
Paris 2024: Bronze, Gruppe
- Virginia Ramírez – Hockey (1-0-0)
Barcelona 1992: Gold, Frauen
- Luis Gregorio Ramos – Kanu (0-1-1)
Montreal 1976: Silber, Vierer-Kajak 1000 m Männer
Moskau 1980: Bronze, Zweier-Kajak 1000 m Männer
- Enmanuel Reyes – Boxen (0-0-1)
Paris 2024: Bronze, Schwergewicht Männer
- Faustino Reyes – Boxen (0-1-0)
Barcelona 1992: Silber, Federgewicht Männer
- Felipe Reyes – Basketball (0-2-1)
Peking 2008: Silber, Männer
London 2012: Silber, Männer
Rio de Janeiro 2016: Bronze, Männer
- Xavier Ribas – Hockey (0-1-0)
Peking 2008: Silber, Männer
- Valero Rivera – Handball (0-0-1)
Tokio 2020: Bronze, Männer
- Carlos Roca – Hockey (0-1-0)
Moskau 1980: Silber, Männer
- Albert Rocas – Handball (0-0-1)
Peking 2008: Bronze, Männer
- Berni Rodríguez – Basketball (0-1-0)
Peking 2008: Silber, Männer
- Enrique Rodríguez – Boxen (0-0-1)
München 1972: Bronze, Halbfliegengewicht Männer
- Irina Rodríguez – Synchronschwimmen (0-1-0)
Peking 2008: Silber, Gruppe
- Javier Rodríguez Moreno – Handball (0-0-1)
Paris 2024: Bronze, Männer
- Leonor Rodríguez – Basketball (0-1-0)
Rio de Janeiro 2016: Silber, Frauen
- María Ángeles Rodríguez – Hockey (1-0-0)
Barcelona 1992: Gold, Frauen
- Nicolás Rodríguez – Segeln (0-0-1)
Tokio 2020: Bronze, 470er Männer
- Sergio Rodríguez – Basketball (0-1-1)
London 2012: Silber, Männer
Rio de Janeiro 2016: Bronze, Männer
- Pedro Roig – Hockey (0-0-1)
Rom 1960: Bronze, Männer
- Jesús Miguel Rollán – Wasserball (1-1-0)
Barcelona 1992: Silber, Männer
Atlanta 1996: Gold, Männer
- Fernando Romay – Basketball (0-1-0)
Los Angeles 1984: Silber, Männer
- Iker Romero – Handball (0-0-1)
Peking 2008: Bronze, Männer
- José Mari – Fußball (0-1-0)
Sydney 2000: Silber, Fußball
- Leticia Romero – Basketball (0-1-0)
Rio de Janeiro 2016: Silber, Frauen
- Virginia Ruano Pascual – Tennis (0-2-0)
Athen 2004: Silber, Doppel Frauen
Peking 2008: Silber, Doppel Frauen
- Ricky Rubio – Basketball (0-1-1)
Peking 2008: Silber, Männer
Rio de Janeiro 2016: Bronze, Männer
- Elena Ruiz – Wasserball (0-1-0)
Tokio 2020: Silber, Frauen
- Abel Ruiz – Fußball (1-0-0)
Paris 2024: Gold, Männer
- Elena Ruiz – Wasserball (1-0-0)
Paris 2024: Gold, Frauen
- Ismael Ruiz – Fußball (0-1-0)
Sydney 2000: Silber, Männer

### S
- Leopoldo Saínz de la Maza – Polo (0-1-0)
Antwerpen 1920: Silber, Männer
- Víctor Sada – Basketball (0-1-0)
London 2012: Silber, Männer
- Albert Sala – Hockey (0-1-0)
Peking 2008: Silber, Männer
- Ramón Sala – Hockey (0-1-0)
Atlanta 1996: Silber, Männer
- Sara Saldaña – Synchronschwimmen (0-0-1)
Paris 2024: Bronze, Gruppe
- José Salvador – Handball (0-0-1)
Atlanta 1996: Bronze, Männer
- Josep Samitier – Fußball (0-1-0)
Antwerpen 1920: Silber, Männer
- Fernando San Emeterio – Basketball (0-1-0)
London 2012: Silber, Männer
- Juan Antonio San Epifanio – Basketball (0-1-0)
Los Angeles 1984: Silber, Männer
- Juanlu Sánchez – Fußball (1-0-0)
Paris 2024: Gold, Männer
- Maria Elena Sánchez – Wasserball (0-1-0)
Tokio 2020: Silber, Frauen
- Miguel Sánchez-Migallón – Handball (0-0-1)
Paris 2024: Bronze, Männer
- Samuel Sánchez – Radsport (1-0-0)
Peking 2008: Gold, Straßenrennen Männer
- Sandra Sánchez – Karate (1-0-0)
Tokio 2020: Gold, Kata Frauen
- Ricardo Sánchez Alarcón – Wasserball (0-1-0)
Barcelona 1992: Silber, Männer
- Francisco Sánchez – Segeln (1-0-0)
Barcelona 1992: Gold, 470er Männer
- Miguel Sánchez-Migallón – Handball (0-0-1)
Tokio 2020: Bronze, Männer
- Arantxa Sánchez Vicario – Tennis (0-2-2)
Barcelona 1992: Bronze, Einzel Frauen
Barcelona 1992: Silber, Doppel Frauen
Atlanta 1996: Silber, Einzel Frauen
Atlanta 1996: Bronze, Doppel Frauen
- Emilio Sánchez Vicario – Tennis (0-1-0)
Seoul 1988: Silber, Doppel Männer
- Agustín Sancho – Fußball (0-1-0)
Antwerpen 1920: Silber, Männer
- Carles Sans – Wasserball (1-0-0)
Atlanta 1996: Gold, Männer
- Jordi Sans – Wasserball (1-1-0)
Barcelona 1992: Silber, Männer
Atlanta 1996: Gold, Männer
- Daniel Sarmiento – Handball (0-1-0)
Tokio 2020: Bronze, Männer
- Abel Serdio Guntín – Handball (0-0-1)
Paris 2024: Bronze, Männer
- Félix Sesúmaga – Fußball (0-1-0)
Antwerpen 1920: Silber, Männer
- Manuel Silvestre – Wasserball (0-1-0)
Barcelona 1992: Silber, Männer
- Unai Simón – Fußball (0-1-0)
Tokio 2020: Silber, Männer
- Víctor Manuel Sojo – Hockey (0-1-0)
Peking 2008: Silber, Männer
- Ferrán Solé – Handball (0-0-1)
Tokio 2020: Bronze, Männer
- Carlos Soler – Fußball (0-1-0)
Tokio 2020: Silber, Männer
- Francisco Soler Atencia – Fußball (1-0-0)
Barcelona 1992: Gold, Männer
- Yolanda Soler – Judo (0-1-0)
Atlanta 1996: Bronze, Superleichtgewicht Frauen
- Ignacio Solozábal – Basketball (0-1-0)
Los Angeles 1984: Silber, Männer
- Roberto Solozábal – Fußball (1-0-0)
Barcelona 1992: Gold, Männer
- Sara Sorribes Tormo – Tennis (0-0-1)
Paris 2024: Bronze, Doppel Frauen
- Rafael Soto Andrade – Reiten (0-1-0)
Athen 2004: Silber, Dressur Team
- Narciso Suárez – Kanu (0-0-1)
Los Angeles 1984: Bronze, Zweier-Canadier 500 m Männer

### T
- Raúl Tamudo – Fußball (0-1-0)
Sydney 2000: Silber, Männer
- Ian Tarrafeta – Handball (0-0-1)
Paris 2024: Bronze, Männer
- Roser Tarragó – Wasserball (0-2-0)
London 2012: Silber, Frauen
Tokio 2020: Silber, Frauen
- Toni Tauler – Radsport (0-1-0)
Peking 2008: Silber, Madison Männer
- Maider Tellería – Hockey (1-0-0)
Barcelona 1992: Gold, Frauen
- Arnau Tenas – Fußball (1-0-0)
Paris 2024: Gold, Männer
- Martina Terré – Wasserball (1-0-0)
Paris 2024: Gold, Frauen
- Iris Tió – Synchronschwimmen (0-0-1)
Paris 2024: Bronze, Gruppe
- Paola Tirados – Synchronschwimmen (0-1-0)
Peking 2008: Silber, Gruppe
- Blanca Toledano – Synchronschwimmen (0-0-1)
Paris 2024: Bronze, Gruppe
- Víctor Tomás – Handball (0-0-1)
Peking 2008: Bronze, Männer
- Cristian Toro – Kanu (1-0-0)
Rio de Janeiro 2016: Gold, Zweier-Kajak 200 m Männer
- Sofía Toro – Segeln (1-0-0)
London 2012: Gold, Kielboot Frauen
- Alba Torrens – Basketball (0-1-0)
Rio de Janeiro 2016: Silber, Frauen
- Carlos Torrent – Radsport (0-0-1)
Athen 2004: Bronze, 4000 m Mannschaftsverfolgung Männer
- Pau Torres – Fußball (0-1-0)
Tokio 2020: Silber, Männer
- Florián Trittel – Segeln (1-0-0)
Paris 2024: Gold, 49er Männer
- Rafael Trujillo – Segeln (0-1-0)
Athen 2004: Silber, Finn-Dinghy
- Eduard Tubau – Hockey (0-1-0)
Peking 2008: Silber, Männer
- Beñat Turrientes – Fußball (1-0-0)
Paris 2024: Gold, Männer

### U
- Antonio Ugalde – Handball (0-0-1)
Sydney 2000: Bronze, Männer
- Maider Unda – Ringen (0-0-1)
London 2012: Bronze, Freistil Schwergewicht Frauen
- Iñaki Urdangarin – Handball (0-0-2)
Atlanta 1996: Bronze, Männer
Sydney 2000: Bronze, Männer
- Alberto Urdiales – Handball (0-0-2)
Atlanta 1996: Bronze, Männer
Sydney 2000: Bronze, Männer
- Luis María Usoz – Hockey (0-0-1)
Rom 1960: Bronze, Männer
- Pablo Usoz – Hockey (0-1-0)
Atlanta 1996: Silber, Männer

### V
- Lidia Valentín – Gewichtheben (1-1-1)
Peking 2008: Silber, Schwergewicht Frauen
London 2012: Gold, Schwergewicht Frauen
Rio de Janeiro 2016: Bronze, Schwergewicht Frauen
- David Valero – Radsport (0-0-1)
Tokio 2020: Bronze, Mountainbike Männer
- Pedro Vallana – Fußball (0-1-0)
Antwerpen 1920: Silber, Männer
- Jesús Vallejo – Fußball (0-1-0)
Tokio 2020: Silber, Männer
- José van der Ploeg – Segeln (1-0-0)
Barcelona 1992: Gold, Finn-Dinghy Männer
- María Vasco – Leichtathletik (0-0-1)
Sydney 2000: Bronze, 20 km Gehen Frauen
- Antonio Vázquez – Bogenschießen (1-0-0)
Barcelona 1992: Gold, Team Männer
- Joaquín Vázquez – Fußball (0-1-0)
Antwerpen 1920: Silber, Männer
- Antonio Velamazán – Fußball (0-1-0)
Sydney 2000: Silber, Männer
- Narciso Ventalló – Hockey (0-0-1)
Rom 1960: Bronze, Männer
- Unai Vergara – Fußball (0-1-0)
Sydney 2000: Silber, Männer
- Francisco Veza – Fußball (1-0-0)
Barcelona 1992: Gold, Männer
- Begoña Vía Dufresne – Segeln (1-0-0)
Atlanta 1996: Gold, 470er Frauen
- Natalia Vía Dufresne – Segeln (0-2-0)
Barcelona 1992: Silber, Europe Frauen
Athen 2004: Silber, 470er Frauen
- Gabriel Vidal – Fußball (1-0-0)
Barcelona 1992: Gold, Männer
- David Villabona – Fußball (1-0-0)
Barcelona 1992: Gold, Männer
- Iván Villar – Fußball (0-1-0)
Tokio 2020: Silber, Männer
- Francisco Villota – Pelota (1-0-0)
Paris 1900: Gold, Doppel Männer

### W
- Marcus Walz – Kanu (1-1-1)
Rio de Janeiro 2016: Gold, Einer-Kajak 1000 m Männer
Tokio 2020: Silber, Vierer-Kajak 500 m Männer
Paris 2024: Bronze, Vierer-Kajak 500 m Männer

### X
- Jordi Xammar – Segeln (0-0-1)
Tokio 2020: Bronze, 470er Männer
- Marta Xargay – Basketball (0-1-0)
Rio de Janeiro 2016: Silber, Frauen
- Xavi – Fußball (0-1-0)
Sydney 2000: Silber, Männer
- Andrei Xepkin – Handball (0-0-1)
Sydney 2000: Bronze, Männer

### Y
- Brigitte Yagüe – Taekwondo (0-1-0)
London 2012: Silber, Fliegengewicht Frauen
- Sandra Ygueravide – Basketball (0-1-0)
Paris 2024: Silber, 3×3 Frauen

### Z
- Theresa Zabell – Segeln (2-0-0)
Barcelona 1992: Gold, 470er Frauen
Atlanta 1996: Gold, 470er Frauen
- Ricardo Zamora – Fußball (0-1-0)
Antwerpen 1920: Silber, Männer
- Rayderley Zapata – Turnen (0-1-0)
Tokio 2020: Silber, Bodenturnen Männer
- Nina Zhivanevskaya – Schwimmen (0-1-0)
Sydney 2000: Bronze, 100 m Rücken Frauen
- Martín Zubimendi – Fußball (0-1-0)
Tokio 2020: Silber, Männer
- Jaime Zumalacárregui – Hockey (0-1-0)
Moskau 1980: Silber, Männer